# Erica forsteri
Erica forsteri är en ljungväxtart som beskrevs av Dulfer. Erica forsteri ingår i släktet klockljungssläktet, och familjen ljungväxter. Inga underarter finns listade i Catalogue of Life.